# Chrotopterus auritus
O andirá-guaçu, falso-vampiro ou morcego-orelhudo (Chrotopterus auritus) é a única espécie do gênero Chrotopterus, caracterizando tal táxon como monotípico.

## Distribuição geográfica
Possui uma distribuição ampla, ocorrendo desde o sul do México até o norte da Argentina e sul do Brasil e Paraguai.

## Características
Trata-se de um morcego de grande porte cuja envergadura pode alcançar até 57 centímetros. Seu antebraço mede cerca de 8,1 centímetros e sua massa corporal média é de 85,5 gramas. Suas orelhas são grandes, separadas e arredondadas. Seu pelo é longo e macio, de cor cinza escuro no dorso e mais clara no ventre. A cauda é praticamente ausente.
 Representantes da espécie C. auritus têm 32 dentes, sendo 2 pares de incisivos superiores, 1 par de incisivos inferiores, 1 par de caninos superiores, 1 par de caninos inferiores, 2 pares de pré-molares superiores, 3 pares de pré-molares inferiores, 3 pares de molares superiores e 3 pares de molares inferiores.

## Comportamento
Dieta
Apesar de insetos e frutas ocasionalmente integrarem sua dieta, este morcego é considerado carnívoro por alimentar-se, com expressiva frequência, de outros morcegos, roedores, pássaros, lagartos e rãs. Uma vez que consomem frutos, têm um papel importante na dispersão de sementes de angiospermas.
Comportamento
Os morcegos dessa espécie são monogâmicos . Costumam formar grupos de três a cinco indivíduos, geralmente compostos por um casal adulto e indivíduos jovens ou sub-adultos. Utilizam como abrigo cavernas, grutas, ocos de árvores, construções abandonadas e até ruínas arqueológicas.

## Reprodução
Relata-se que uma fêmea grávida capturada no sudeste brasileiro na segunda metade de 1976, que foi mantida em cativeiro, deu à luz, 99 dias após a captura, um único filhote. Assim, acredita-se que as gestações desta espécie durem, pelo menos, a referida quantidade de dias e, provavelmente, culminam no nascimento de somente um filhote.